# Llista d'asteroides/192001-192100
| Nom      | Designació provisional | Data de descobriment   | Lloc de descobriment | Descobridor/s       |
| -------- | ---------------------- | ---------------------- | -------------------- | ------------------- |
| 192001 - | 2005 XG112             | 2 de desembre de 2005  | Kitt Peak            | M. W. Buie          |
| 192002 - | 2005 XB117             | 1 de desembre de 2005  | Mount Lemmon         | Mount Lemmon Survey |
| 192003 - | 2005 YH1               | 21 de desembre de 2005 | Catalina             | CSS                 |
| 192004 - | 2005 YH24              | 24 de desembre de 2005 | Kitt Peak            | Spacewatch          |
| 192005 - | 2005 YZ24              | 24 de desembre de 2005 | Kitt Peak            | Spacewatch          |
| 192006 - | 2005 YO29              | 24 de desembre de 2005 | Kitt Peak            | Spacewatch          |
| 192007 - | 2005 YO33              | 24 de desembre de 2005 | Kitt Peak            | Spacewatch          |
| 192008 - | 2005 YJ35              | 25 de desembre de 2005 | Kitt Peak            | Spacewatch          |
| 192009 - | 2005 YG41              | 21 de desembre de 2005 | Kitt Peak            | Spacewatch          |
| 192010 - | 2005 YA42              | 22 de desembre de 2005 | Kitt Peak            | Spacewatch          |
| 192011 - | 2005 YP42              | 24 de desembre de 2005 | Kitt Peak            | Spacewatch          |
| 192012 - | 2005 YT60              | 22 de desembre de 2005 | Kitt Peak            | Spacewatch          |
| 192013 - | 2005 YR61              | 24 de desembre de 2005 | Kitt Peak            | Spacewatch          |
| 192014 - | 2005 YV66              | 25 de desembre de 2005 | Kitt Peak            | Spacewatch          |
| 192015 - | 2005 YU70              | 27 de desembre de 2005 | Mount Lemmon         | Mount Lemmon Survey |
| 192016 - | 2005 YP72              | 24 de desembre de 2005 | Kitt Peak            | Spacewatch          |
| 192017 - | 2005 YB77              | 24 de desembre de 2005 | Kitt Peak            | Spacewatch          |
| 192018 - | 2005 YV109             | 25 de desembre de 2005 | Kitt Peak            | Spacewatch          |
| 192019 - | 2005 YA116             | 25 de desembre de 2005 | Kitt Peak            | Spacewatch          |
| 192020 - | 2005 YJ148             | 25 de desembre de 2005 | Kitt Peak            | Spacewatch          |
| 192021 - | 2005 YN148             | 25 de desembre de 2005 | Kitt Peak            | Spacewatch          |
| 192022 - | 2005 YG158             | 27 de desembre de 2005 | Kitt Peak            | Spacewatch          |
| 192023 - | 2005 YK175             | 22 de desembre de 2005 | Kitt Peak            | Spacewatch          |
| 192024 - | 2005 YA176             | 22 de desembre de 2005 | Kitt Peak            | Spacewatch          |
| 192025 - | 2005 YH193             | 30 de desembre de 2005 | Kitt Peak            | Spacewatch          |
| 192026 - | 2005 YM193             | 30 de desembre de 2005 | Kitt Peak            | Spacewatch          |
| 192027 - | 2005 YG201             | 22 de desembre de 2005 | Kitt Peak            | Spacewatch          |
| 192028 - | 2005 YO211             | 28 de desembre de 2005 | Catalina             | CSS                 |
| 192029 - | 2005 YS211             | 28 de desembre de 2005 | Catalina             | CSS                 |
| 192030 - | 2005 YS224             | 25 de desembre de 2005 | Kitt Peak            | Spacewatch          |
| 192031 - | 2005 YU225             | 25 de desembre de 2005 | Kitt Peak            | Spacewatch          |
| 192032 - | 2005 YF247             | 30 de desembre de 2005 | Mount Lemmon         | Mount Lemmon Survey |
| 192033 - | 2005 YG247             | 30 de desembre de 2005 | Mount Lemmon         | Mount Lemmon Survey |
| 192034 - | 2005 YL269             | 25 de desembre de 2005 | Mount Lemmon         | Mount Lemmon Survey |
| 192035 - | 2005 YV273             | 30 de desembre de 2005 | Mount Lemmon         | Mount Lemmon Survey |
| 192036 - | 2005 YW273             | 30 de desembre de 2005 | Mount Lemmon         | Mount Lemmon Survey |
| 192037 - | 2005 YU274             | 25 de desembre de 2005 | Catalina             | CSS                 |
| 192038 - | 2005 YE275             | 25 de desembre de 2005 | Mount Lemmon         | Mount Lemmon Survey |
| 192039 - | 2005 YM286             | 30 de desembre de 2005 | Kitt Peak            | Spacewatch          |
| 192040 - | 2005 YF287             | 25 de desembre de 2005 | Catalina             | CSS                 |
| 192041 - | 2005 YG287             | 29 de desembre de 2005 | Socorro              | LINEAR              |
| 192042 - | 2006 AP4               | 4 de gener de 2006     | Kitt Peak            | Spacewatch          |
| 192043 - | 2006 AK14              | 5 de gener de 2006     | Mount Lemmon         | Mount Lemmon Survey |
| 192044 - | 2006 AH32              | 5 de gener de 2006     | Catalina             | CSS                 |
| 192045 - | 2006 AX45              | 5 de gener de 2006     | Kitt Peak            | Spacewatch          |
| 192046 - | 2006 AE73              | 7 de gener de 2006     | Anderson Mesa        | LONEOS              |
| 192047 - | 2006 AX78              | 5 de gener de 2006     | Kitt Peak            | Spacewatch          |
| 192048 - | 2006 AY85              | 11 de gener de 2006    | Anderson Mesa        | LONEOS              |
| 192049 - | 2006 AU92              | 7 de gener de 2006     | Mount Lemmon         | Mount Lemmon Survey |
| 192050 - | 2006 AJ93              | 7 de gener de 2006     | Kitt Peak            | Spacewatch          |
| 192051 - | 2006 AT95              | 9 de gener de 2006     | Kitt Peak            | Spacewatch          |
| 192052 - | 2006 AU96              | 10 de gener de 2006    | Catalina             | CSS                 |
| 192053 - | 2006 AV96              | 10 de gener de 2006    | Catalina             | CSS                 |
| 192054 - | 2006 BO12              | 21 de gener de 2006    | Kitt Peak            | Spacewatch          |
| 192055 - | 2006 BA36              | 23 de gener de 2006    | Kitt Peak            | Spacewatch          |
| 192056 - | 2006 BR40              | 21 de gener de 2006    | Kitt Peak            | Spacewatch          |
| 192057 - | 2006 BC41              | 22 de gener de 2006    | Anderson Mesa        | LONEOS              |
| 192058 - | 2006 BT43              | 23 de gener de 2006    | Kitt Peak            | Spacewatch          |
| 192059 - | 2006 BA45              | 23 de gener de 2006    | Mount Lemmon         | Mount Lemmon Survey |
| 192060 - | 2006 BW58              | 23 de gener de 2006    | Kitt Peak            | Spacewatch          |
| 192061 - | 2006 BE60              | 26 de gener de 2006    | Kitt Peak            | Spacewatch          |
| 192062 - | 2006 BY79              | 23 de gener de 2006    | Kitt Peak            | Spacewatch          |
| 192063 - | 2006 BF83              | 24 de gener de 2006    | Socorro              | LINEAR              |
| 192064 - | 2006 BX83              | 25 de gener de 2006    | Kitt Peak            | Spacewatch          |
| 192065 - | 2006 BY83              | 25 de gener de 2006    | Kitt Peak            | Spacewatch          |
| 192066 - | 2006 BF90              | 25 de gener de 2006    | Kitt Peak            | Spacewatch          |
| 192067 - | 2006 BT90              | 25 de gener de 2006    | Kitt Peak            | Spacewatch          |
| 192068 - | 2006 BA93              | 26 de gener de 2006    | Kitt Peak            | Spacewatch          |
| 192069 - | 2006 BU93              | 26 de gener de 2006    | Kitt Peak            | Spacewatch          |
| 192070 - | 2006 BH96              | 26 de gener de 2006    | Kitt Peak            | Spacewatch          |
| 192071 - | 2006 BW96              | 26 de gener de 2006    | Mount Lemmon         | Mount Lemmon Survey |
| 192072 - | 2006 BG98              | 27 de gener de 2006    | Kitt Peak            | Spacewatch          |
| 192073 - | 2006 BW98              | 25 de gener de 2006    | Kitt Peak            | Spacewatch          |
| 192074 - | 2006 BY98              | 25 de gener de 2006    | Kitt Peak            | Spacewatch          |
| 192075 - | 2006 BW101             | 23 de gener de 2006    | Mount Lemmon         | Mount Lemmon Survey |
| 192076 - | 2006 BO103             | 23 de gener de 2006    | Mount Lemmon         | Mount Lemmon Survey |
| 192077 - | 2006 BK116             | 26 de gener de 2006    | Kitt Peak            | Spacewatch          |
| 192078 - | 2006 BU123             | 26 de gener de 2006    | Kitt Peak            | Spacewatch          |
| 192079 - | 2006 BC126             | 26 de gener de 2006    | Kitt Peak            | Spacewatch          |
| 192080 - | 2006 BF139             | 28 de gener de 2006    | Mount Lemmon         | Mount Lemmon Survey |
| 192081 - | 2006 BW142             | 26 de gener de 2006    | Kitt Peak            | Spacewatch          |
| 192082 - | 2006 BX145             | 30 de gener de 2006    | 7300 Observatory     | W. K. Y. Yeung      |
| 192083 - | 2006 BS155             | 25 de gener de 2006    | Kitt Peak            | Spacewatch          |
| 192084 - | 2006 BV155             | 25 de gener de 2006    | Kitt Peak            | Spacewatch          |
| 192085 - | 2006 BY163             | 26 de gener de 2006    | Mount Lemmon         | Mount Lemmon Survey |
| 192086 - | 2006 BL166             | 26 de gener de 2006    | Mount Lemmon         | Mount Lemmon Survey |
| 192087 - | 2006 BM167             | 26 de gener de 2006    | Mount Lemmon         | Mount Lemmon Survey |
| 192088 - | 2006 BG169             | 26 de gener de 2006    | Mount Lemmon         | Mount Lemmon Survey |
| 192089 - | 2006 BM183             | 27 de gener de 2006    | Anderson Mesa        | LONEOS              |
| 192090 - | 2006 BQ192             | 30 de gener de 2006    | Kitt Peak            | Spacewatch          |
| 192091 - | 2006 BQ196             | 30 de gener de 2006    | Kitt Peak            | Spacewatch          |
| 192092 - | 2006 BD200             | 30 de gener de 2006    | Kitt Peak            | Spacewatch          |
| 192093 - | 2006 BG200             | 31 de gener de 2006    | Kitt Peak            | Spacewatch          |
| 192094 - | 2006 BH203             | 31 de gener de 2006    | Kitt Peak            | Spacewatch          |
| 192095 - | 2006 BJ207             | 31 de gener de 2006    | Mount Lemmon         | Mount Lemmon Survey |
| 192096 - | 2006 BX207             | 31 de gener de 2006    | Catalina             | CSS                 |
| 192097 - | 2006 BF210             | 31 de gener de 2006    | Catalina             | CSS                 |
| 192098 - | 2006 BT252             | 31 de gener de 2006    | Kitt Peak            | Spacewatch          |
| 192099 - | 2006 BS253             | 31 de gener de 2006    | Kitt Peak            | Spacewatch          |
| 192100 - | 2006 BA269             | 27 de gener de 2006    | Catalina             | CSS                 |